# Слупи (Накельський повіт)
Слупи (пол. Słupy) — село в Польщі, у гміні Шубін Накельського повіту Куявсько-Поморського воєводства. Населення — 418 осіб (2011).

## Демографія
Демографічна структура станом на 31 березня 2011 року:
|          | Загалом | Допрацездатний вік | Працездатний вік | Постпрацездатний вік |
| -------- | ------- | ------------------ | ---------------- | -------------------- |
| Чоловіки | 223     | 50                 | 160              | 13                   |
| Жінки    | 195     | 46                 | 117              | 32                   |
| Разом    | 418     | 96                 | 277              | 45                   |